# Epistolae decretales
Die Epistolae decretales sind eine kleine, verlorene Sammlung von Dekretalen aus der Zeit Leos I. (Bischof von Rom 440–461). Sie wurden sicher in Italien und wohl in Rom selbst zusammengestellt. Inhalt und Struktur lassen sich nur aus späteren Sammlungen ableiten, namentlich der Collectio Frisingensis I. Auf dieser Grundlage geht man davon aus, dass die Epistolae decretales fünf päpstliche Briefe enthielten, zwei von Innozenz I. (JK 286 und 293), einen von Zosimus (JK 339) und zwei von Coelestin I. (JK 369 und 371).